# Csép Sándor
Csép Sándor (Arad, 1938. május 1. – Kolozsvár, 2013. január 16.) magyar riporter, rádió- és televízióműsor-szerkesztő, politikus.

## Életpályája
Középiskolát szülővárosában végzett, 16 évesen. Jogot tanult volna, de papgyerek lévén kirúgták, ezért a kolozsvári Protestáns Teológiai Intézetben tanult tovább, majd a Babeș–Bolyai Tudományegyetem filozófiai karán szerzett diplomát.
1968-tól a kolozsvári rádió szerkesztője, 1972-től a Román Televízió Bukaresti Magyar Szerkesztőségének munkatársa volt. Itt tevékenykedett, és élte meg az 1977-es földrengést. Bodor Pál főszerkesztő mellett dolgozott, amíg Bodor nem távozott az országból (1983). 1983-ban Csép Sándort minden indoklás nélkül kirúgták és kitiltották az egész romániai médiából.
1990-től az újra alakult kolozsvári rádió és televízió főszerkesztője, majd a két intézmény szétválása után nyugdíjazásáig a televízió magyar szerkesztőségét vezette.
1999-től 2003-ig a Magyar Újságírók Romániai Egyesületének elnöke volt, majd az audiovizuális sajtóért felelős alelnöke, az  egyesület örökös tagja. 2008-tól a  Magyar Polgári Párt Kolozs megyei elnöke volt.
A kolozsvári Házsongárdi temetőben nyugszik.

## Munkássága
Első írásában Hazai valóságkutatás címmel a hazai szociológia új módszerei mellett foglalt állást (Korunk, 1966/7-8). Társadalomrajzi riporttal az Utunk, Új Élet, Igazság, Vörös Zászló hasábjain szerepelt. A képernyőn legjelentősebbek irodalmi portréi; Mikó Imrével és Dávid Gyulával közösen készített dokumentumfilmet Petőfi erdélyi útjairól; iskolariportjai és honismereti vetélkedői népszerűek voltak. Egy tévéfilmje a kolozsvári Hóstátot örökítette meg. Alkotásai közül nagy visszhangot keltett a kalotaszegi egykeveszedelemről készített Egyetlenem c. riportfilmje (1975) s ennek bizakodó, fordulatot idéző folytatása (1979), majd publicisztikai feldolgozása (Katarzis, vagy csak éterbe kergetett szó? Korunk 1980/4).
A kolozsvári Állami Magyar Színház műsorába felvett történeti drámája, a Mi, Bethlen Gábor..., a nagyhatalmak erőterében lelkiismereti szabadság és béke ügyét védő fejedelmet jeleníti meg, hol Pázmány Péterrel folytatott vitájában, hol a román Markó herceggel kötött egyezségeiben mutatva rá a népek egymásrautaltságára. A dráma egy részletét a Korunk 1980/10. száma közölte.
A nevéhez köthető az Áldás, népesség nevű, a gyerekvállalást népszerűsítő, az erdélyi nagycsaládokat támogató kezdeményezés.
Egyik műve alapján készült a Mátyás a vérpadon című rockopera, amelyet a Kolozsvári Magyar Opera mutatott be.

### Riportok, filmek (válogatás)
- Petőfi Erdélyben – sorozat, 1972
- Honismereti vetélkedők – sorozat, 1973
- Versklub – sorozat, 1974, színészek szavalják a kortárs költők verseit
- Egyetlenem, 1975
- E15-ös országúton – sorozat, 1977, monográfiák, városbemutatók
- Senkálszky Endre-portré, 1978
- Alkoholizmus – riport, 1978
- Kalandos Társaság, avagy hóstáti ünnep- és hétköznapok, 1979 (betiltották, nem került vetítésre)
- Csillagvirág – emlékezés Szilágyi Domokosra, 1980
- Vadász Zoltán színész portréja, 1981
- Arcok, kezek, sorsok – sorozat – Rőser Ferenc ötvösművész portréja, 1982
- Arcok, kezek, sorsok – sorozat – Benczédi Sándor képzőművész portréja, 1982

## Társasági tagság
- Magyar Újságírók Romániai Egyesülete alelnök (2006)

## Interjúk
- Makkai József: Székelyföld autonómiája általános magyar cél, Interjú Csép Sándorral, a Kolozs megyei MPP új elnökével. Erdélyi Napló, 2008. július 8. Online hozzáférés
- Nemzet és kötelesség. Aki nem teszi le a lantot. – A 80 éves Bodor Pállal beszélget Csép Sándor. Irodalmi Jelen, 2010. július 28. Online hozzáférés